# Eleonora af Kastilien
Eleonora af Kastilien (1241 – 28. november 1290) var dronning af England som den første hustru til Edvard 1., som hun blev gift med som led i en politisk aftale for at bekræfte den engelske suverænitet over Gascogne.
Det vides med sikkerhed, at ægteskabet var særligt tæt, og Eleonora rejste ofte sammen med sin mand. Hun var sammen med ham på Det 9. korstog, da han blev såret i Akko, men den populære historie om at hun reddede hans liv ved at suge giften ud, har længe været tvivlsom. Da hun døde i Harby i nærheden af Lincoln, beordrede hendes sørgende ægtefælle på berømt vis et stenkors ("Eleanor cross") opført på hvert sted, der blev gjort ophold, på rejsen til London, der sluttede ved Charing Cross.
Eleonora var bedre uddannet end de fleste middelalderlige dronninger og udøvede en stærk kulturel indflydelse på nationen. Hun var en ivrig protektor for litteratur og ansporede til anvendelsen af gobeliner, tæpper og service i spansk stil, samt innovative havedesigns. Hun var også en succesrig forretningskvinde med sin egen formue som grevinde af Ponthieu.

## Liv

### Fødsel
Eleonora blev født i Burgos, datter af Kong Ferdinand 3. af Kastilien og Johanne, grevinde af Ponthieu. Hendes kastilianske navn, Leonor, blev til Alienor eller Alianor i England og Eleanor på moderne engelsk. Hun blev opkaldt efter sin fars oldemor, Eleonora af England.
Eleonora var det næstældste af Ferdinands og Johannes fem børn. Hendes ældre bror Ferdinand blev født i 1239/40, hendes yngre bror Ludvig i 1242/43, to sønner født efter Ludvig døde som spæde. Til ceremonierne i 1291, der markerede den første årsdag for Eleonoras død, blev 49 personer betalt for hver at gå rundt med et lys i den offentlige procession for at mindes hvert år i hendes liv. Da skikken med at have et stearinlys for hvert år i den afdødes liv, ville de 49 lys datere Eleonoras fødsel til året 1241. Da hendes forældre havde været adskilt fra hinanden i 13 måneder, mens Kong Ferdinand var på et militært felttog i Andalusien, hvorfra han først vendte tilbage til det nordlige Spanien i februar 1241, blev Eleonora sandsynligvis født mod slutningen af det år. Hendes fars og hendes halvbror Alfons 10. af Kastiliens var kendt for deres litterære atmosfære. Begge konger ansporede også til omfattende uddannelse af kongens børn, og det er derfor sandsynligt, at Eleonora blev uddannet til et niveau, der var højere end normen, en sandsynlighed, der forstærkes af hendes senere litterære aktiviteter som dronning.  Hun var ved sin fars dødsleje i Sevilla i 1252.

### Vordende brud til Theobald 2. af Navarra
Eleonoras ægteskab i 1254 med den fremtidige Edvard 1. af England var ikke det eneste ægteskab, som hendes familie havde planlagt til hende. Kongerne af Kastilien havde længe fremsat en spinkelt krav på at være overherre til Kongeriget Navarra på grund af edsvoren hyldest fra García Ramírez af Navarra i 1134. I 1253 stoppede Ferdinand 3.s arving, Eleonoras halvbror Alfons 10. af Kastilien, forhandlingerne med England i håb om, at hun ville blive gift med Theobald 2. af Navarra. Ægteskabet havde flere fordele. For det første ville riget i Pyrenæernes give passage fra Kastilien til Gascogne. For det andet var Theobald 2. stadig mindreårig, hvilket gav muligheden for at regere eller eventuelt annektere Navarra til Kastilien. For at undgå kastiliansk kontrol allierede Margrete af Bourbon (Theobald 2.'s mor og regent) sig i august 1253 med Jakob 1. af Aragonien i stedet, og som en del af denne traktat blev det højtideligt lovet, at Theobald aldrig ville blive gift med Eleonora.

### Ægteskab
I 1252 havde Alfons 10. genoplivet et andet af forfædrenes krav, denne gang til Hertugdømmet Gascogne, syd for Aquitanien, den sidste af kongerne af Englands besiddelser i Frankrig, som han hævdede udgjorde en del af medgift fra Eleonora af England. Henrik 3. fra England modsvarede hurtigt Alfons' påstande både med diplomatiske og militære træk. Tidligt i 1253 begyndte de to konger at forhandle. Efter at have pruttet over Eleonoras økonomiske forsørgelse, aftalte Henrik og Alfons, at hun skulle giftes med Henriks søn Edvard (nu den titulære hertug), og Alfons ville overgive sine krav på Gascogne til Edvard. Henrik var så ængstelig for, at ægteskabet skulle finde sted, at han frivilligt opgav de detaljerede forberedelser, der allerede var gjort til at slå Edvard til ridder i England, og blev enige om, at Alfons ville slå Edvard til ridder på eller før den næste Jomfru Marias Himmelfartsdag. Aftalen blev yderligere styrket af et andet ægteskab med Beatrix, datter af kong Henrik, med en af Alfonss brødre.
Det unge par blev gift i Las Huelgas Klostret i Burgos den 1. november 1254. Edvard og Eleonora var hinandens grandfætter og grandkusine, da Edvards bedstefar Kong Johan af England og Eleonoras oldemor Eleonora af England var søn og datter af kong Henrik 2. og Eleonora af Aquitanien. Efter ægteskabet tilbragte de næsten et år i Gascogne, hvor Edvard regerede Aquitanien. I løbet af denne periode fødte Eleonora i en alder tretten og et halvt næsten helt sikkert sit første barn, en kortlevende datter. Hun rejste til England alene i sensommeren 1255. Edvard fulgte efter hende et par måneder senere.
Henrik 3. var stolt over at have løst krisen med Gascogne så beslutsomt, men hans engelske undersåtter frygtede, at ægteskabet ville bringe Eleonoras slægtninge og landsmænd til at på Henriks ødelæggende generøsitet. Et par af hendes slægtninge kom til England kort efter hendes ægteskab. Hun var for ung til at stoppe dem eller forhindre Henrik 3. i at støtte dem, men hun fik alligevel skylden og hendes ægteskab blev snart upopulært. Eleonoras mor var blevet hånligt afvist i ægteskab af Henrik 3., og hendes oldemor, Adéle af Frankrig, grevinde af Vexin, var blevet hånligt afvist i ægteskab af Richard 1. af England .
Tilstedeværelsen af flere engelske, franske og normanniske lykkeriddere og opportunister i de for nylig erobrede byer Sevilla og Cordoba og de omkringliggende mauriske kongeriger ville øges takket være denne alliance mellem kongehusene, indtil Hundredårskrigens senere komme, hvor franskmændene og englænderne kæmpede på den iberiske halvø om kongerigernes støtte.

### Den anden baronskrig
Der er kun lidt viden om Eleonoras liv i England indtil 1260'erne, da den Den anden baronskrig, mellem Henrik 3. og hans baroner, splittede kongeriget. I løbet af denne periode støttede Eleonora aktivt Edvards interesser ved at importere bueskytter fra sin mors grevskab Ponthieu i Frankrig. Det er imidlertid ikke sandt, at hun blev sendt til Frankrig for at undslippe krigens fare, hun forblev i England under hele krigen og holdt Windsor Castle og baroner fængslet i Edvards navn. Rygter om, at hun søgte friske tropper fra Kastilien, førte til at baronernes leder, Simon de Montfort, beordrede hende fjernet fra Windsor Castle i juni 1264, efter at den royalistiske hær var blevet besejret i Slaget ved Lewes. Edvard blev tage tilfange i Lewes og fængslet, og Eleonora blev ærefuldt lukket inde på Westminster Palace. Efter at Edvard og Henriks hær besejrede den baronernes hær i Slaget ved Evesham i 1265, antog Edvard en vigtig rolle i reformeringen af styret, og Eleonora fik en fremtrædende rolle ved hans side. Hendes stilling blev meget forbedret i juli 1266, da hun, efter at hun havde født tre kortlevende døtre, fødte en søn, Johan, der blev efterfulgt af en anden dreng, Henrik, i foråret 1268 og i juni 1269 af en sund datter, Eleonora.

### Korstog
I 1270 var der fred i kongeriget, og Edvard og Eleonora forlod det for at slutte sig til hans onkel Ludvig 9. af Frankrig på Det 8. korstog. Ludvig døde imidlertid i Kartago, inden de ankom, og efter at de havde tilbragt vinteren på Sicilien, fortsatte parret til Akko i Palæstina, hvor de ankom i maj 1271. Eleonora fødte en datter, kendt som "Johanne af Akko" på grund af hendes fødested.
Korstoget var militært set mislykket, men Baibars af Bahri-dynastiet var alligevel så bekymret af Edvards tilstedeværelse i Akko, at der blev gjort et attentatforsøg på den Englands arving i juni 1272. Han blev såret i armen af en dolk, der blev antaget at være forgiftet. Der gik snart alvorlig betændelse i såret, og en kirurg reddede ham ved at skære det syge kød væk, men først efter at Eleonora blev ført væk fra hans seng, "grædende og jamrende." Senere historiefortællere har pyntet på denne hændelse og hævdet, at Eleonora sugede giften ud af såret og dermed reddede Edvards liv, men denne fantasifulde historie har intet grundlag.
De forlod Palæstina i september 1272 og på Sicilien i december fik de nyheden om Henrik 3.'s død (den 16. november 1272). Efter en tur til Gascogne, hvor deres næste barn, Alfons (opkaldt efter Eleonoras halvbror Alfons 10.), blev født, vendte Edvard og Eleonora tilbage til England og blev kronet sammen den 19. august 1274.

### Dronning af England
Arrangerede kongelige ægteskaber i middelalderen var ikke altid lykkelige, men tilgængelige beviser tyder på, at Eleonora og Edvard var hengivne over for hinanden. Edvard er blandt de få engelske middelalderkonger, der ikke er kendt for at have haft udenomsægteskabelige forhold eller fået børn uden for ægteskabet. Parret var sjældent væk fra hinanden. Hun ledsagede ham på militære felttog i Wales, og på berømt vis fødte hun deres søn Edvard den 25. april 1284 på Caernarfon Castle, enten i en midlertidig bolig, der var blev opført for hende midt i byggearbejdet, eller i det delvist konstruerede Eagle Tower.
Deres husstands optegnelser vidner om hændelser, der antydede om et behageligt, endda humoristisk forhold. Hvert år på Påskedag lod Edvard Eleonoras hofdamer sig holde fange i sin seng og betalte dem en symbolsk løsesum, så han kunne gå til hendes soveværelse den første dag efter fasten. Så vigtig var denne skik for ham, at han i 1291, den første påskemandag efter Eleonoras død, gav hendes hofdamer de penge, han ville have givet dem, hvis hun havde levet. Edvard kunne ikke lide ceremonier og nægtede i 1290 at deltage Earl Marshal Roger Bigods bryllup. Eleonora betalte eftertænksomt (eller forsonende) legere at spille for ham, mens han sad alene under brylluppet.
At Edvard forblev alene, indtil han giftede sig med Margrete af Frankrig i 1299, nævnes ofte som bevise for at han elskede Eleonoras minde. Faktisk overvejede han et andet ægteskab allerede i 1293, men det betød ikke, at han ikke sørgede over Eleonora. Veltalende vidnesbyrd findes i hans brev til abbeden af Cluny i Frankrig (januar 1291), hvor han søger bønner for hustruens sjæl "som vi i live elskede og som død vi ikke kan ophøre med at elske." I hendes minde beordrede Edvard opførelsen af tolv kunstfærdige stenkors (hvoraf tre overlever, dog er ingen af dem er intakte) mellem 1291 og 1294 og markerede ruten for hendes begravelsestog mellem Lincoln og London. (Se afsnittet "Behandling, begravelse og monumenter" nedenfor).
Kun en af Eleonoras fire sønner overlevede dog barndommen, og selv før hun døde, bekymrede Edvard sig for arvefølgen: Hvis denne søn døde, kunne deres døtres ægtemænd forårsage en arvekrig. På trods af personlig sorg gjorde Edvard sin pligt og giftede sig igen. Han glædede sig over de sønner, hans nye kone fødte, men deltog i mindeceremonierne for Eleonora til slutningen af hans liv, med Margrete ved hans side ved mindst en lejlighed.

#### Popularitet
Eleonora huskes varmt i historien som dronningen, der inspirerede til Eleanor Crosses, men hun var ikke særlig elsket i sin egen tid. Hendes omdømme bar primært karakter af at hun var en ivrig forretningskvinde. Krønikeskriveren Walter af Guisborough har bevaret et samtidigt digt:
"Kongen ønsker at få vores guld/dronningen, vores godser smukke at have..."og den eneste anden krønikeskriver, der kommenterer hende, gentager ham: "en spanier ved fødslen, der erhvervede mange fine godser."
Hendes erhvervelse af jord var en usædvanlig grad af økonomisk aktivitet for enhver adelskvinde i Middelalderen, ikke mindst for en dronning. Og hendes aktivitetsniveau var enestående i enhver standard. Mellem 1274 og 1290 købte hun godser for over 2500 £ årligt. Faktisk var det Edvard selv, der indledte denne proces, og hans ministre hjalp hende. Han ønskede, at dronningen skulle have land, der var tilstrækkelige til hendes økonomiske behov uden at trække på midler, der var nødvendige for regeringen. En af hans metoder til at hjælpe Eleonora med at erhverve jord var at give hende den gæld, som kristne ejere skyldte jødiske pengeudlånere. I bytte mod at annullere gælden modtog hun gældens pantsatte arealer. Skyldnerne var ofte glade for at slippe af med gælden, og tjente på den billigelse, som Eleonora viste dem bagefter. Hun tildelte mange af dem for resten af livet land, der var værd lige så store som de godser, de havde overgivet til hende, og nogle af dem blev hendes riddere i hendes husstand.
Der er dog meget klare beviser for, at Eleonoras ejendomsforhandler gjorde hende vidt upopulær. John Peckham, ærkebiskoppen af Canterbury advarede Eleonora om, at hendes aktiviteter på markedet for land og hendes tilknytning til de meget upopulære pengeudbydere forårsagede ramaskrig, sladder, rygter og skandale i hele verden. I betragtning af krønikeskrivernes passager, der er citeret ovenfor, blev anklagen faktisk skabt af samtidige forfattere. Peckham advarede hende også om klager over hendes embedsmænds krav til hendes lejere. Eleonora må have været opmærksom på sandheden i sådanne rapporter, da hun på sit dødsleje bad Edvard om at udpege dommere til at undersøge sine embedsmænds handlinger og udbetale erstatning. Den overlevende optegnelser fra denne undersøgelse afslører et mønster af hensynsløse inddrivelser, ofte (men ikke altid) uden Eleonoras viden. Hendes eksekutorers økonomiske regnskab registrerer betalingerne af erstatninger til mange af dem, der havde anlagt sag ved retssagen i 1291. I hendes levetid havde Eleonora rettet sådanne ugerninger, når hun hørte om dem, og anmodningen på hendes dødsleje til Edvard indikerer, at hun vidste, mistænkte eller frygtede, at hendes embedsmænd havde gjort mange flere overtrædelser end det nogensinde var blevet rapporteret til hende.
To andre breve fra Peckham viser desuden, at nogle mennesker troede, at hun opfordrede Edvard til at herske hårdt, og at hun kunne være en svær kvinde, der ikke tog det let, hvis nogen hindrede hende. Således advarede han et nonnekloster, at "hvis de vidste, hvad der var godt for dem," ville de imødekomme dronningens ønsker og tage imod en kvinde, som klosteret havde afvist, men hvis kald Eleonora havde besluttet at støtte. Optegnelser fra kongens administration viser, at Hugh Despenser den Ældre, der havde accepteret at give dronningen mulighed for at holde en af hans godser i en periode af nogle år for at afskrive hans gæld til hende, fandt det nødvendigt at kræve officielle forsikringer fra kongens skatkammer, at godset ville blive returneret til ham, så snart dronningen havde inddrevet det nøjagtige beløb af gælden.
Således peger beviset uundgåeligt på den konklusion, at Eleonora ikke blev elsket meget uden for sin egen omgangskred. Det er kun i en krønike skrevet i St Albans i 1307–08, at vi finder de første positive bemærkninger, og det er svært ikke at undgå at få indtrykket af, at krønikeskriveren skrev for at smigre hendes søn, Edvard 2., der havde efterfulgt sin far i 1307. Det er også sandsynligt, at den imponerende række af "Eleanor Crosses", som Edvard 1. havde opført efter hendes død (som omtalt nedenfor) var beregnet til at forbedre den afdøde dronnings image.

#### Begrænset politisk indflydelse
Det er traditionelt blevet argumenteret for, at Eleonora ikke havde nogen indflydelse på den politiske historie af Edvards regeringsperiode, og selv i diplomatiske spørgsmål var hendes rolle mindre, dog lyttede Edvard til hendes råd, når deres døtre nåede en alder, hvor kunne blive gift med udenlandske herskere. Ellers er det blevet sagt, at hun kun forærede gaver, oftest leveret af Edvard, til besøgende prinser eller udsendinge. Edvard overholdt altid sine forpligtelser over for Alfons 10., men selv når Alfons' behov var desperate i de tidlige 1280'ere, sendte Edvard ikke engelske riddere til Kastilien. Han sendte kun riddere fra Gascogne, der var tættere på Kastilien.
Imidlertid har nyere forskning indikeret, at Eleonora kan have spillet en vis rolle i Edvards råd, skønt hun ikke udøvede åbenlyst magt undtagen i tilfælde, hvor hun blev udnævnt til at mægle i tvister mellem adelsmænd i England og Gascogne. Nogle af Edvards lovge, f.eks. "Statutten for jødedommen" og hans tilgang til walisisk genbosættelse, viser nogle ligheder med kastilianske tilgange. Også hans militære strategier synes at have været påvirket af Vegetius' værk Epitoma rei militaris, som Eleonora havde gjort ham opmærksom på. Edvard var imidlertid klart parat til at modstå hendes krav eller til at stoppe hende, hvis han følte, at hun gik for langt i nogen af hendes aktiviteter, og at han forventede, at hans ministre ville begrænse hende, hvis hendes handlinger truede med at genere vigtige mennesker i hans rige, som det skete ved en lejlighed, da kansleren Robert Burnell måtte forsikre biskoppen af Winchester, som dronningen krævede en sum penge, som biskoppen skyldte hende, at han ville tale med dronningen, og at forretningen ville ende lykkeligt for biskoppen.

##### Kulturel indflydelse
Mens hun ikke fik lov til at påtage sig nogen åbenlys politisk rolle, var Eleonora en meget intelligent og kulturel kvinde og fandt andre måder at bruge sine kræfter til hendes tilfredsstillelse. Hun var en aktiv protektor for litteratur og opretholdt det eneste kongelige scriptorium, som man ved eksisterede på det tidspunkt i Nordeuropa, med skriftslærde og mindst en illustrator til at kopiere bøger til hende. Nogle af de producerede værker var tilsyneladende modersmåls romanser og helgeners livshistorier, men Eleonoras smag varierede langt bredere end det og var ikke begrænset til produkterne fra hendes eget skrivekontor. Antallet og variationen af nye værker skrevet til hende viser, at hendes interesse var brede og sofistikerede. I 1260'erne bestilte hun produktionen af "Douce Apocalypse". Hun er også med pålidelighed blevet knyttet til "Trinity Apocalypse", selvom spørgsmålet om, hvorvidt hun bestilte det, eller blot ejede en "apocalypse", der havde indflydelse på dens produktion, er stadig et omdebatteret spørgsmål. På korstoget i 1272 havde hun "De Re Militari" af Vegetius oversat til Edvard. Efter at hun efterfulgte sin mor som grevinde af Ponthieu i 1279, blev der skrevet en romantisk historie for hende om en formodentlig greve af Ponthieus liv i det 9. århundrede. Hun bestilte en romantisk historie om Kong Arthur med et Northumberlandsk tema, muligvis i forbindelse med Lord John de Vescy af Northumberlands bryllup, hvor han giftede sig med hendes veninde og nære beslægtede. I 1280'erne skrev ærkebiskop Peckham et teologisk arbejde for hende for at forklare hvad engle var, og hvad de gjorde. Hun bestilte næsten helt sikkert "Alphonso Psalter", der nu befinder sig på British Library, og formodes også for at have bestilt "Bird Psalter", som også bærer Alfons' og hans vordende hustrus våbenskjold. I januar 1286 takkede hun abbeden af Cerne for at have lånt en bog til hende, muligvis en afhandling om skak, som man vidste var blevet skrevet i Cerne Abbey i Dorset i det sene trettende århundrede, og hendes optegnelser afslører hende i 1290 at have skrevet med en mester fra Oxford om en af hendes bøger. Der er også tegn på, at hun udvekslede bøger med sin bror Alfons 10.
Relevante beviser tyder på, at Eleonora ikke talte flydende engelsk, men var i stand til at læse, og så formodentlig at tænke og tale på fransk, hendes mors sprog, som hun ville have været bekendt med fra sin barndom på trods at have tilbragt sine tidlige år i Spanien. I dette var hun mere heldig end mange middelalderlige europæiske dronninger, der ofte ankom i deres mands rige og var nødt til at lære et helt nyt sprog. Men det engelske hof var stadig funktionelt tosproget, i vid udstrækning på grund af den lange række af dronninger, der for det meste kom fra fransktalende lande. I 1275, under et besøg i St. Albans-klosteret i Hertfordshire, bad folkene i byen om hendes hjælp til at modstå abbedens inddrivelser fra dem, men en af hendes hofmænd måtte fungere som oversætter, før hun kunne svare på anmodningen om hjælp. Alle de litterære værker, der er nævnt ovenfor, er på fransk, ligesom hovedparten af hendes bevarede breve, og siden Peckham skrev sine breve og sin afhandling om engle til hende på fransk, var det formodentlig velkendt at hun foretrak det sprog.
På hjemmefronten gjorde hun brugen af gobeliner og tæpper populær. Brugen af gardiner og især gulv bedækning blev anset som en spansk ekstravagance ved hendes ankomst til London, men på tidspunktet for hendes død var helt klart meget på mode blandt rigere magnater, og visse af hendes gardiner var blevet overtaget af Anthony Bek, biskoppen af Durham. Hun fremmede også brugen af fint bordservice, elegant dekorerede knive og endda gafler (skønt det forbliver usikkert, om sidstnævnte blev brugt som et personligt spiseredskab eller som serveringsredskab fra de fælles skåle eller tallerkener). Hun havde også betydelig indflydelse på udviklingen af havedesign på de kongelige godser. Omfattende udgifter til haver fremgår på hendes ejendomme og de fleste steder hvor hun boede, herunder udnyttelsen af vand til udsmykning, en almindelig funktion i kastiliansk havedesign, som skyldtes islamisk og romersk indflydelse i Spanien. Den maleriske Gloriette ved Leeds Castle blev udviklet under hendes ejerskab af slottet.
Dronningen var en hengiven protektor for Dominikanerordenen, og grundlagde flere munkeklostre i England og understøttede deres arbejde på University of Oxford og University of Cambridge. Ikke overraskende var Eleonoras fromhed dengang af intellektuelt karakter. Bortset fra at hun grundlagde klostre, tog hun sig ikke af direkte at dirigere velgørende arbejde, og hun overlod det til sine præster at distribuere almisser for hende. Niveauet af hendes velgørende gaver var imidlertid ganske betydeligt.
Hun støttede mange slægtninge, skønt udlændinges upopularitet i England og kritikken af Henrik 3. og Eleonora af Provences generøsitet overfor dem, var hun forsigtig som dronning til at vælge hvilke nære slægtninge at støtte. I stedet for at gifte sine fætre med engelske arvinger, hvilket ville anbringe engelsk rigdom i udenlandske hænder, arrangerede hun ægteskaber mellem sine kusiner og engelske baroner. Edvard støttede hende stærkt i disse bestræbelser, som gav ham og hans familie (og Eleonora selv, i hendes potentielle enkeskab) et udvidet netværk af potentielle støtter. I nogle få tilfælde gav hendes ægteskabsplaner for hendes kusiner Edvard samt hendes svigerfar Henrik 3. muligheder for at opretholde sunde forhold til andre riger. Ægteskabet mellem hendes slægtning Margaret de Bourgh med jarlen af Ulster, en af de mere indflydelsesrige engelske adelsmænd i Irland, gav ikke kun Edvard en ny familieforbindelse på denne ø, men også med Skotland, da Margarets kusine Marie de Coucy var mor til Edvards svoger Alexander 3. af Skotland. De tidligste af Eleonoras registrerede ægteskabsplaner forbandt en af hendes Chatellheraut slægtninge med et medlem af Lusignan-familien, Henrik 3.'s meget favoriserede slægtninge på hans mors side, styrkede ikke kun kongens bånd til den familie, men skabte også et nyt bånd mellem den engelske konge og en magtfuld familie i Poitou, på Gascognes nordlige flanke.

### Død
Eleonora var formodentlig en sund kvinde i det meste af sit liv, at hun overlevede mindst seksten graviditeter antyder, at hun ikke var skrøbelig. Kort efter fødslen af sit sidste barn begynder økonomiske optegnelser fra Edvards husstand og hendes egen dog at registrere hyppige betalinger for medicin til dronningens brug. Hvilken slags medicin er ikke specificeret, så det er umuligt at vide, hvilke lidelser der plagede hende, indtil senere i 1287, hvor hun var i Gascogne sammen med Edvard, fortælles det i et brev til England fra et medlem af kongens følge, at dronningen led af malariafeber. Sygdommen er ikke dødelig i sig selv, men efterlader sine ofre svage og sårbare overfor ubelejlige infektioner. Blandt andre komplikationer bliver leveren og milten forstørret, skrøbelige og meget modtagelige for skader, der kan forårsage død på grund af indre blødninger. Der er også en mulighed for, at hun havde arvet den kastilianske kongefamilies teoretiserede tilbøjelighed til hjerteproblemer.
Fra tidspunktet for tilbagekomsten fra Gascogne er der tegn på, at Eleonora var klar over, at hendes død ikke var langt væk. Der blev indgået aftaler om ægteskab for to af hendes døtre, Margrete og Johanne, og forhandlinger om ægteskab for den unge Edvard af Caernarfon med Margrete, jomfruen af Norge, arvingen til Skotland, blev fremskyndet. I sommeren 1290 blev en tur nordover gennem Eleonoras besiddelser påbegyndt, men fortsatte i et meget langsommere tempo end normalt, og efterårets parlamentetsmøde blev indkaldt i Clipstone snarere end i London. Eleonoras børn blev tilkaldt for at besøge hende i Clipstone, på trods af advarsler om, at rejsen kunne bringe deres helbred i fare. Efter afslutningen af parlamentsmødet drog Eleonora og Edvard afsted på den korte rejse fra Clipstone til Lincoln. På dette tidspunkt rejste Eleonora færre end 13 kilometer om dagen.
Hendes sidste stop var i landsbyen Harby, Nottinghamshire, mindre end 11 km fra Lincoln. Rejsen blev afbrudt, og dronningen blev indlagt i huset tilhørende Richard de Weston, hvis fundament stadig kan ses nær Harbys sognekirke. Efter at have modtaget den sidste nadver, døde hun der om aftenen den 28. november 1290, 49 år gammel og efter 36 års ægteskab. Edvard var ved hendes side for at høre hendes sidste ønsker. I tre dage derefter stoppede regeringsmaskineriet, og ingen skrifter blev forseglet.

#### Procession, begravelse og monumenter
Eleonoras balsamerede lig blev båret i stor pragt fra Lincoln til Westminster Abbey, gennem hjertet af Eleonoras besiddelser og ledsaget på det meste af vejen af Edvard, og et betydeligt sørgende følge. Edvard gav ordre om, at der skulle opføres mindeskors på stedet for hvert overnatningsophold mellem Lincoln og Westminster. Baseret på kors i Frankrig, der havde markeret Ludvig 9.'s ligtog, forbedrede disse kunstneriske betydningsfulde monumenter billedet af Edvards kongeværdighede og vidnede om hans sorg. "Eleanor Crosses" stod i Lincoln, Grantham, Stamford, Geddington, Hardingstone nær Northampton, Stony Stratford, Woburn, Dunstable, St. Albans, Waltham, Westcheap og Charing - kun 3 har overlevet, ingen i deres helhed. Det bedst bevarede er det i Geddington. Alle 3 har mistet korsene "af enorm højde", der oprindeligt ragede over dem, kun de lavere dele er tilbage. Den øverste (kors) del af Hardingstone-monumentet antages at befindes sig i Northampton Guildhall Museum. Waltham-korset er blevet kraftigt restaureret, og for at forhindre yderligere forværring befinder dens oprindelige statuer af dronningen sig nu i Victoria and Albert Museum i London.
Monumentet, der nu er kendt som "Charing Cross" i London, foran jernbanestationen af samme navn, blev bygget i 1865 for at give omtale til jernbanestationens hotel. Det originale Charing kors stod ved for Whitehalls nordlige ende, på den sydlige side af Trafalgar Square, men blev ødelagt i 1647 og senere erstattet af en statue af Karl 1.
I det trettende århundrede involverede balsamering at indvoldene skulle tages ud, og separat begravelse af hjerte og lig var ikke usædvanligt. Eleonora fik imidlertid den mere usædvanlige "tredobbelte" begravelse: Separat begravelse af indvolde, hjerte og lig. Eleonoras indvolde blev begravet i Lincoln Cathedral, hvor Edvard placerede en kopi af graven i Westminster Abbey. Lincoln-gravens originale stenkiste har overlevet. Dens statue blev ødelagt i det 17. århundrede og blev erstattet af en kopi fra det 19. århundrede. På Lincoln Cathedrals facade er der to statuer, der ofte er blevet identificeret som Edvard og Eleonora, men disse blev kraftigt restaureret og fik nye hoveder i det 19. århundrede. De var sandsynligvis ikke oprindeligt beregnet til at skildre parret.
Dronningens hjerte blev begravet i det dominikanske kloster i Blackfriars-området i London sammen med hendes søn Alfons. Optegnelserne fra hendes eksekutorer viser, at monumentet, der blev konstrueret der for at mindes hendes begravede hjerte, var rigt udsmykket, herunder af vægmalerier samt en englestatue i metal, der tilsyneladende stod under en udskåret stenbaldakin. Det blev ødelagt i det 16. århundrede under Klosteropløsningen.
Eleonoras begravelse fandt sted i Westminster Abbey den 17. december 1290. Hendes lig blev anbragt i en grav nær højalteret, der oprindeligt havde indeholdt Edvard Bekenderens kiste, og senest Kong Henrik 3., indtil hans jordiske rester blev overført til hans nye grav i 1290. Eleonoras lig forblev i denne grav indtil færdiggørelsen af hendes egen grav. Hun havde sandsynligvis bestilt den grav inden sin død. Den består af en marmorkiste med udskårne lister og skjold (oprindeligt malet) fra våbenskjoldene fra England, Kastilien og Ponthieu. Overn over kisten er ligger William Torels fremragende forgyldte bronzestatue, der viser Eleonora i samme stilling som på billedet på hendes store segl.
Da Edvard giftede sig igen et årti efter hendes død, navngav han og hans anden hustru Margrete af Frankrig deres eneste datter Eleonora til ære for hende.

## Eftermæle
Eleonora af Kastiliens hverv som dronning er betydeligt i engelsk historie for udviklingen af et stabilt finansielt system for kongens hustru, og for den finslibning denne proces gav til dronningens beføjelser. Godsene, som Eleonora samlede, blev kernen for de enkeoverdragelser, der fortsatte med at blive givet til de efterfølgende dronninger af England ind i det 15. århundrede, og hendes andel i denne proces etablerede en dronnings solide frihed til at deltage i sådanne transaktioner. Få senere dronninger brugte lige så mange anstrengelser i deres økonomiske aktiviteter som Eleonora gjorde, men deres mulighed for at gøre sådan var baseret på den præcedens, der var blevet dannet i hendes tid som dronning.

## Historisk omdømme
På trods af hendes tvetydige omdømme i hendes egen tid, sikrede St. Albans krøniken og de mange "Eleanor Cross" Eleonora et positivt, om end lidt ubemærket anseelse i de næste to århundreder. Så sent som i 1586 offentliggjorde antikvaren William Camden for første gang i England historien om, at Eleonora havde reddet Edvards liv i Akko ved at suge i hans sår. Camden fortsatte derefter med at tilskrive konstruktion af alle "Eleanor Cross" til Edvard's sorg over tabet af en heroisk hustru, som uselvisk havde risikeret sit eget liv for at redde hans. Et år senere i 1587 beskrev Raphael Holinsheds Chronicles of England, Scotland og Irland Eleonora som "Juvelen [som Edvard I] værdsatte mest ... en gudfrygtig og beskeden prinsesse, fuld af medlidenhed, og en, der viste den engelske nation stor velvilje, klar til at lindre enhver mands sorg, der led ondt, og gøre dem til venner, der var uenige, så vidt som det var hende muligt."
Men en modsat fortælling, drevet af den stigende antispansk stemning i England fra Reformationen og fremefter, kan allerede være begyndt at dukke op. The Lamentable Fall of Queene Elenor, en populær folkevise sunget til den populære melodi "Gentle and Courteous", antages at stamme fra så tidligt som 1550'erne og være et indirekte angreb på den halvspanske dronning Maria 1. og hendes mand, den spanske Filip 2. af Spanien . Den skildrer Eleonora som forfængelig og voldelig: Hun kræver af kongen "At hver mand/Der har lange hårlokker,/ Skal derefter alle hugges og klippes". Hun beordrer "At enhver kvinde skal have/Deres højre bryst skåret af". Hun fængsler og torturerer Londons borgmesterfrue og myrder til sidst borgmesterfrue med giftslanger. Hun er blasfemisk over for Gud på fællesområdet ved Charing, hvilket får jorden til at sluge hende, og til sidst, på mirakuløs vis spytte hende ud af jorden ved Queen's Hithe, og nu på sit dødsleje, indrømmer hun ikke kun drabet på borgmesterfruen, men også for at have begået utroskab med en munk, hvis barn hun fødte.
Dette blev fulgt i 1590'erne af George Peeles The Famous Chronicle of King Edvard the First. Den første version af dette skuespil, som blev skrevet i begyndelsen af 1590'erne, antages at have fremstillet en positiv skildring af forholdet mellem Eleonora og Edvard. I hvert fald forsvandt den med få spor. Den overlevende reviderede version, som blev trykt i 1593, skildrer en hovmodig Eleonora som "en skurk, der er i stand til at begå ubeskrivelig forræderi, grusomhed og fordærvelse"; uforsonlig og overmodig, "primært beskæftiget med at styrke hendes hjemlands omdømme og tydeligvis vant til en tyrannisk og ganske u-engelsk udøvelse af kongeligt prærogativ"; der forsinkede sin kroning i tyve uger, så hun kan få lavet spanske kjoler, og erklærede, at hun vil holde englænderne under et "spansk åg". De forseelser, der tilskrives hende i The Lamentable Fall of Queene Elenor, gentages og udvides: Eleonora vises nu også at have klemt sin mands ører; og hun tilstår nu at have begået utroskab med sin egen svoger Edmund Krogryg og at have undfanget alle sine børn, bortset fra Edvard 1's arving Edvard 2., i utroskab, hvis afsløring fik hendes stakkels datter Johanne af Akko, hvis far var en fransk munke, til falde død om af skam. Dette er en portrættering af Eleonora, der ikke havde meget historisk basis, men meget til den på tid verserende krig mod Spanien og den engelsk frygt for endnu et forsøg på en invasion, og er én i en række af tidens antispanske polemikker fra perioden.   
Det ser ud til, at Peeles skuespil og folkevisen, der er forbundet med det, fik en betydelig betydning for overlevelsen af de mange "Eleanor Cross" i det 17. århundrede. Fremførelser af skuespil og genoptryk af The Lamentable Fall (det blev genoptrykt i 1628, 1629, 1658 og 1664, et vidnesbyrd om dets fortsatte popularitet) betød, at hele denne fjendtlige portrættering af Eleonora sandsynligvis var mere udbredt på tidspunktet for borgerkrigen end de positive skildringer fra Camden og Hollingshed. Tabet af de fleste af stenkorsene kan dokumenteres eller udledes for at være gået tabt i årene 1643-46. For eksempel beordrede "Parlamentets Udvalg for Nedrivning af Monumenter af Overtro og Afgudsdyrkelse" nedrivning af Charing stenkorset i 1643. Eleonoras omdømme begyndte imidlertid at ændre sig til det positive igen på dette tidspunkt efter udgivelsen i 1643 af Sir Richard Bakers A History of the Kings of England, der genfortalte myten om, at Eleonora havde reddet sin mand i Akko. Derefter var Eleonoras omdømme stort set positivt og skyldtes i sidste ende Camden, som ukritisk blev gentaget i stor stil af historikere. I det 19. århundrede brugte Agnes Strickland, en selvudnævnte historiker, Camden til at tegne det mest rosenrøde billede af Eleonora. Ingen af disse forfattere brugte imidlertid samtidige krøniker eller optegnelser til at kunne give nøjagtige oplysninger om Eleonoras liv.
Sådanne dokumenter begyndte at blive bredt tilgængelige i slutningen af det 19. århundrede, men selv når historikere begyndte at citere dem for at antyde, at Eleonora ikke var den perfekte dronning, som Strickland havde rost, afviste mange berigtigelsen og udtrykte ofte forarget vantro over, at der blev sagt noget negativt om Eleonora. Først i de seneste årtier har historikere studeret hvervet som dronning i sig selv og set middelalderens dronninger som værdige til opmærksomhed. Disse årtier producerede et stort antal historiske værker, der gør det muligt at undersøge Eleonoras liv i forhold til hendes egen tid, og ikke tiden i det 17. eller 19. århundrede.
Udviklingen af hendes omdømme er et slående eksempel på, at hver tidsalder skaber sin egen historie. Når Eleonora af Kastilien ikke længere kan ses som Peeles syndfulde monster eller som Stricklands forbillede på en dronnings dyder, kan hendes karriere nu blive set som resultatet af en intelligent og beslutsom kvinde, der var i stand til at imødegå udfordringerne i et usædvanligt krævende liv.

## Børn
1. Datter, dødfødt i maj 1255 i Bordeaux, Frankrig. Begravet i Dominikanerordenens klosterkirke, Bordeaux, Frankrig.
2. Katarina (ca. 1261 – 5. september 1264). Begravet i Westminster Abbey .
3. Johanne (januar 1265 – før 7. september 1265, Begravet i Westminster Abbey .
4. Johan (13. juli 1266 – 3. august 1271) døde i Wallingford i sin grandonkel Richard, jarl af Cornwalls varetægt. Begravet i Westminster Abbey .
5. Henrik (før 6. maj 1268 – 16. oktober 1274), begravet i Westminster Abbey .
6. Eleonora (18. juni 1269 – 29. august 1298). Hun var i lang tid forlovet med Alfons 3. af Aragonien, der døde i 1291 inden ægteskabet kunne finde sted, og i 1293 giftede hun sig med grev Henrik 3. af Bar, med hvem hun fik en søn og en datter.
7. Datter (1271 i Palæstina). Nogle kilder kalder hende Juliana, men der er intet samtidigt bevis for hendes navn.
8. Johanne af Akko (april 1272 – 7. april 1307). Hun giftede sig (1) i 1290 med Gilbert de Clare, 6. jarl af Hertford, der døde i 1295, og (2) i 1297 Ralph de Monthermer, 1. baron Monthermer. Hun fik fire børn i hvert ægteskab.
9. Alfons (24. november 1273 – 19. august 1284), jarl af Chester, begravet i Westminster Abbey.
10. Margrete (15. marts 1275 - efter 1333). I 1290 giftede hun sig med Johan 2. af Brabant, der døde i 1318. De fik en søn.
11. Berengaria (1. maj 1276 – før 27. juni 1278), begravet i Westminster Abbey .
12. Datter (december 1277 / januar 1278 – januar 1278) begravet i Westminster Abbey . Der er intet samtidigt bevis for hendes navn.
13. Maria (11. marts 1279 – 29. maj 1332), en benediktinsk nonne i Amesbury .
14. Søn, født i 1280 eller 1281, som døde meget kort efter fødslen. Der er intet samtidigt bevis for hans navn.
15. Elizabeth (7. august 1282 – 5. maj 1316). Hun giftede sig (1) i 1297 med Johan 1., greve af Holland, (2) i 1302 med Humphrey de Bohun, 4. jarl af Hereford og 3. jarl af Essex. Det første ægteskab var barnløst, med de Bohun fik Elizabeth havde ti børn.
16. Edvard 2. af England, også kendt som Edvard af Caernarvon (25. april 1284 – 21. september 1327). I 1308 giftede han sig med Isabella af Frankrig. De fik to sønner og to døtre.

Det siges ofte på grundlag af antikvariske slægtstræer fra 15. til 17. århundrede, at Eleonora fødte 2 døtre i årene efter Edvard 2.'s fødsel. Navnene, der oftest er forbundet med disse flygtige døtre, er "Beatrix" og "Blanka". Senere forfattere nævner også "Juliana" og "Euphemia" og endda en "Berenice", sandsynligvis af forvirring med den historiske datter Berengaria. Mindst en forfatter i det attende århundrede gjorde "Beatrix" og Berengaria til tvillinger, formodentlig på grund af bogstavrimet i deres navne, men Berengarias fødsel i 1276 (og ikke 1280'erne) blev nedskrevet af mere end en af tidens krønikeskrivere, og ingen af dem fortæller, at Berengaria havde en tvillingsøster. Optegnelserne fra Dronning Eleonoras hof for årene 1288–1290 har overlevet næsten intakt og har registreret ingen fødsler i disse år, og de har heller aldrig omtalt døtre med nogen af disse navne. Endnu flere optegnelser har overlevet fra kong Edvards hof mellem 1286 og 1290 end fra hans hustrus, og de er også tavse om sådanne døtre. Det er højest usandsynligt, at deres eksistens nogensinde har været en historisk kendsgerning. Det er imidlertid ikke usandsynligt, at der har været andre mislykkede graviditeter og kortlevende børn i årene før 1266, hvor optegnelserne om Eleonoras aktiviteter er meget spinkle.

### Eleonora som mor
Det er blevet antydet, at Eleonora og Edvard var mere hengiven over for hinanden end for deres børn. Som konge og dronning var det imidlertid umuligt for dem at tilbringe megen tid samme sted, og da børnene var meget unge, kunne de ikke klare de barske, konstante rejser med deres forældre. Børnene havde en husstand, der var bemandet med tjenestefolk, der var omhyggeligt udvalgt for deres kompetencer og loyalitet, og som deres forældre korresponderede regelmæssigt med. Børnene boede i denne behagelige vis, indtil de var omkring syv år gamle. Så begyndte de at ledsage deres forældre, om end først kun ved vigtige lejligheder. Når de nåede teenagealderen var de sammen med kongen og dronningen meget af tiden. I 1290 sendte Eleonora en af sine skriftlærde for at slutte sig til hendes børns husstand, formodentlig for at hjælpe med deres uddannelse. Hun sendte også regelmæssigt gaver til børnene og sørgede for, at alle børnene skulle flyttes tæt på hende, da hun var i Wales. I 1306 skældte Edvard voldsomt ud på Margerie de Haustede, Eleonoras tidligere hofdame, som på det tidspunkt var ansvarlig for hans børn fra hans anden hustru, fordi Margerie ikke havde holdt ham velinformeret om deres helbred. Edvard udstedte også regelmæssige og detaljerede instruktioner til pleje og vejledning af disse børn.
To hændelser, der bliver peget på for at antyde Eleonoras manglende interesse for hendes børn, kan nemt forklares i sammenhæng med den generelle middelalderlige kongelig børneopdragelse og af særlige begivenheder i Edvards og Eleonoras familie. Da deres seks år gamle søn Henrik lå døende i Guildford i 1274, foretog ingen af forældrene den korte rejse fra London for at se ham, men Henrik blev plejet af Edvards mor Eleonora af Provence. Drengen havde boet hos sin bedstemor, mens hans forældre var væk på korstog, og da han var knap to år gammel, da de forlod England i 1270, kunne han ikke have haft mange væsentlige minder om dem på det tidspunkt, hvor de var tilbage i England i august 1274 kun uger før hans sidste sygdom og død. Med andre ord var enkedronningens nærværelse mere kendt og en større trøst for hendes barnebarn, end hans forældre kunne have været på det tidspunkt, og det var i alle henseender bedre, at hun plejede ham da. Derudover var Eleonora gravid på det tidspunkt, hvor hans sidste sygdom og død. Selv i betragtning af det trettende århundredes begrænsede forståelse af smitsomhed kunne eksponering til en syg ikke anbefales. Tilsvarende gav Edvard og Eleonora tilladelse til hendes mor Johanne, grevinde af Ponthieu at opdrage deres datter Johanne af Akko i Ponthieu (1274–78). Dette var ikke et tegn på forældrenes mangel af interesse til pigen. Skikken med at opdrage adelsbørn i andre husstande af tilstrækkelig værdighed var ikke ukendt, og Eleonoras mor var selvfølgelig enkedronning af Kastilien. Hendes husstand var sikker og værdig, men det ser ud til, at Edvard og Eleonora fik anledning til at fortryde deres generøsitet ved at lade enkedronningen opdrage den unge Johanne. Da pigen nåede England i 1278 i en alderen af seks år, viste det sig, at hun var meget forkælet. Hun var livlig og til tider udfordrende i barndommen, og i voksen alder forblev hun en håndfuld for Edvard, der trodsede hans planer om et prestigefyldt andet ægteskab for hende ved hemmeligt at gifte sig med en af hendes afdøde første mands væbnere. Da ægteskabet blev afsløret i 1297, fordi Johanne var blevet gravid, blev Edvard rasende over, at hans værdighed var blevet fornærmet af hendes ægteskab med en ubetydelig borgerlig mand. Den femogtyve år gamle Johanne forsvarede angiveligt sin adfærd over for sin far ved at sige, at ingen fandt noget galt, hvis en stor jarl giftede sig med en fattig kvinde, så der kunne ikke være noget galt i, at en grevinde gifte sig med en lovende ung mand. Måske eller ej fik hendes svar i sidste ende ændret hans mening, og Edvard tilbageleverede alle Johannes besiddelser, som han havde konfiskeret, da han havde hørt om hendes ægteskab, og accepterede hendes nye mand som svigersøn med god anseelse. Johanne markerede hendes tilbagevendelse til gunst ved at afholde messer for sin mor Eleonoras sjæl.

## Eksterne links
- Encyclopedia.com Arkiveret 7. juli 2006 hos  Wayback Machine
- The Columbia Encyclopedia
- Eleanor Crosses - Fotoer og historie
- 2009/10 restaurering af en victoriansk kopi Arkiveret 14. april 2019 hos  Wayback Machine